# Awami League
Awami League (oprindeligt East Pakistan Awami Muslim League, senere Awami League) er et politisk parti i Bangladesh. Partiets partiprogram er sekulært og placerer partiet som et centrum-venstre parti. Partiet er det nuværende regeringsparti i Bangladesh efter at have vundet valget i 2008. Partiets nuværende leder er Sheikh Hasina Wazed, der tillige er premierminister i Bangladesh.
Partiet blev grundlagt af aktive i Bengal Provincial Muslim League ledet af Husein Shahid Suhrawardi og Abul Hashim i Dhaka i den pakistanske provins Østpakistan den 23. juni 1949. Til den første partileder valgtes Maulana Abdul Hamid Khan Bhasani. I det oprindelige 42-punktsprogram krævedes regional autonomi for Østpakistan og at bengali blev anerkendt som officielt sprog i Pakistan.
Under militærdiktaturet under Ayub Khan 1958-1969 voksede Awami Leagues indflydelse i Østpakistan, og partiet blev den ledende kraft i den daværende selvstændighedsbevægelse med Sheikh Mujibur Rahman som partileder. Rahman præsenterede på et møde mellem de pakistanske oppositionspartier i Lahore i februar 1966 et 6-punktsprogram af stor betydning:
1. Føderal parlamentarisme med almindelig valgret
2. Al magt til delstaterne, bortset fra udenrigspolitik og forsvar
3. Separate valutaer for Vest- og Østpakistan
4. Beskatningsret for delstaterne
5. Ret for delstaterne til at føre udenrigshandelspolitik og at indgå handelsaftaler
6. Ret for delstaterne til at opretholde paramilitære styrker.

Sheik Mujibur Rahmans 6-punktsprogram førte til, at han blev tiltalt for konspiration i 1968. Sagen mod Rahman førte i 1969 til uroligheder i Østpakistan, hvilket tvang Ayub Khan til at gå af. Ved det efterfølgende valg i Pakistan vandt Awami League 167 ud af 169 af de pladser som Østpakistan var tildelt i Pakistans parlament, hvilket gav partiet majoritet (167 ud af 313 pladser i alt) i det pakistanske parlament.
Den nye militærjunta under Yahya Khan tillod imidlertid ikke Awami League at danne regering, og indledte i stedet militære operationer i Østpakistan med det resultat at en borgerkrig brød ud i marts 1971. Efter Indiens intervention på separatisternes side måtte den vestpakistanske militærjunta den 16. december 1971 erkende sit nederlag og se Bangladesh udråbt som selvstændig stat. Efter selvstændigheden har Awami League været i regering i tre perioder, først med Sheik Mujibur Rahman som premierminister (1972-1975), siden under ledelse af Mujibur Rahmans datter, Sheikh Hasina Wazed (1996-2001 og igen 2009-).

## Eksterne links
- Awami Leagues hjemmeside Arkiveret 26. november 2011 hos  Wayback Machine (engelsk)